# San Gotardo
San Gotardo är en ort i Mexiko.   Den ligger i kommunen Papantla och delstaten Veracruz, i den sydöstra delen av landet, 210 km nordost om huvudstaden Mexico City. San Gotardo ligger 48 meter över havet och antalet invånare är 482.
Terrängen runt San Gotardo är platt åt sydväst, men åt nordost är den kuperad. Runt San Gotardo är det ganska tätbefolkat, med 160 invånare per kvadratkilometer. Närmaste större samhälle är Papantla de Olarte, 16,0 km norr om San Gotardo. Omgivningarna runt San Gotardo är en mosaik av jordbruksmark och naturlig växtlighet.